# João da Costa Tavares

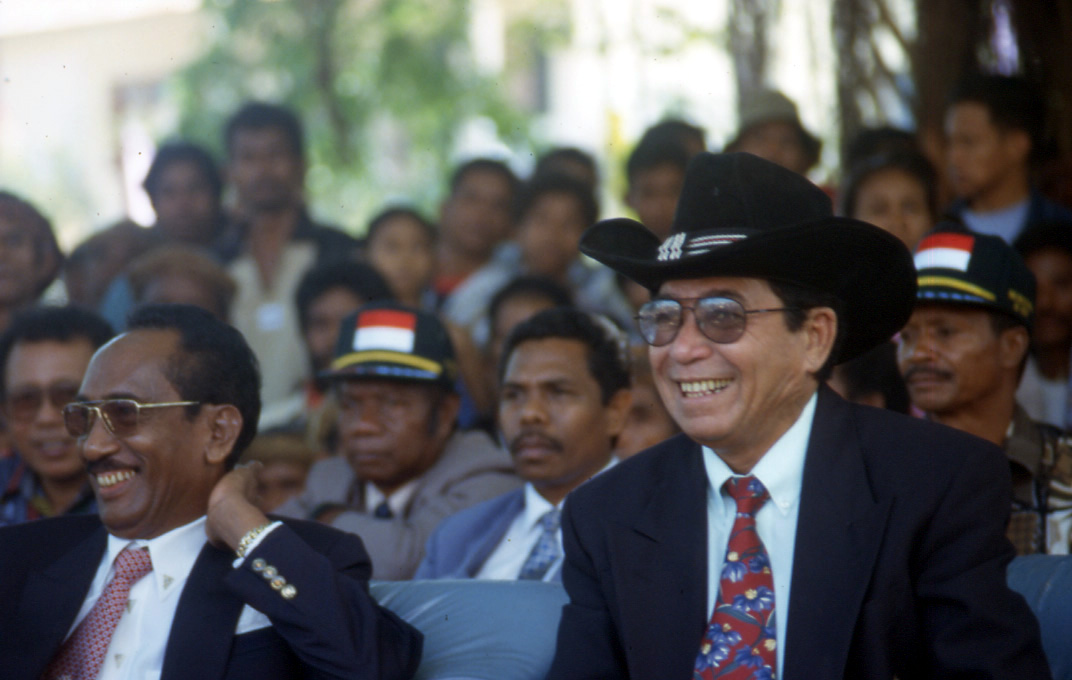
João da Costa Tavares (rechts)
am 17. Juli 1999 in Balibo

João da Costa Tavares (* 6. April 1931 in Atabae, Portugiesisch-Timor; † 8. Juni 2009 in Atambua, Indonesien), fehlerhaft José da Silva Tavares, war ein Politiker im indonesisch besetzten Osttimor. Er war Mitglied der União Democrática Timorense (UDT) und ein Befürworter für die Integration Osttimors in Indonesien.

## Werdegang
Tavares stammt aus einer wohlhabenden Familie. Während der portugiesischen Kolonialzeit war Tavares Mitglied der portugiesischen kolonialen Streitkräfte.
Als die UDT im Bürgerkrieg in Osttimor 1975 der FRETILIN unterlag, floh Tavares in das zu Indonesien gehörende westtimoresische Atambua. Mit der späteren Besetzung Osttimors durch Indonesien kehrte er zurück und unterstützte die Invasoren im Kampf gegen die FRETILIN.
Von Mai 1976 bis 1989 war Tavares Regierungspräsident (Bupati) des Distrikts Bobonaro. Hier kommandierte er die Miliz Halilintar, die zwischen 1980 und 1995 inaktiv war, dann aber reaktiviert wurde. In dieser Zeit wurde er ein wohlhabender Landbesitzer. Nach seiner Amtszeit als Bupati wurde Tavares Mitglied des Repräsentantenrat des Volkes der Provinz Timor Timur, der Legislative des annektierten Osttimors in Indonesien. Außerdem war er ab dem 17. April 1999 oberster Befehlshaber der Pasukan Pro-Integrasi-Milizen (PPI). Sein Vize wurde Eurico Guterres. Bei der Demonstration der Milizen nach der Ernennung von Tavares, begingen diese zusammen mit indonesischen Sicherheitskräften das Massaker im Haus von Manuel Carrascalão, bei dem mindestens 19 Menschen starben. Im Laufe der Gewaltwelle von 1999 kam es zu weiteren Morden, die der Halilintar und der PPI angerechnet werden. Tavares selbst drohte mit Krieg und der Ermordung von Unabhängigkeitsaktivisten, sollten die Osttimoresen beim Referendum am 30. August 1999 für die Unabhängigkeit stimmen. Auch gilt er als einer der Anführer beim Kirchenmassaker von Liquiçá.
Als sich die Osttimoresen im Unabhängigkeitsreferendum 1999 für die Unabhängigkeit entschieden und Indonesien sich aus Osttimor zurückzog, verließ Tavares das Land und zog nach Atambua. Dort war er als Berater für die Uni Timor Aswain (UNTAS) tätig, eine politische Organisation der ehemaligen pro-indonesischen Milizen in Osttimor. In der ersten Zeit unterstützte Tavares offen bewaffnete Einfälle in Osttimor durch die 59.500 Bewaffneten, die unter seinem Kommando standen. Tavares bestritt auch nicht, dass seine Milizen an den Zerstörungen bei der Operation Donner beteiligt waren. Er bestritt aber Kontakte zu den Streitkräften Indonesiens (TNI). Im  Oktober 2000 wollten vier Milizenführer nach Osttimor zurückkehren. Tavares drohte ihnen mit außergerichtlichen Konsequenzen.
Im Juli 2003 wurde Tavares in Dili in Abwesenheit wegen Verbrechen gegen die Menschlichkeit und seiner aktiven Führungsrolle bei den Milizen in Bobonaro angeklagt, die zu mehreren Verbrechen führte und im Massaker in der Polizeistation von Maliana am 8. September 1999 gipfelten. Mehrere Halilintar-Milizionäre wurden von den Special Panels for Serious Crimes des Distriktsgericht Dili zu langjährigen Haftstrafen verurteilt.
Tavares starb 2009 im Alter von 78 Jahren in Atambua an den Folgen eines Schlaganfalls.

## Familie
Tavares war mit der Tochter des Rajas von Atambua verheiratet und hatte mehrere Kinder. Möglicherweise war er mehrmals verheiratet. Ein Sohn wurde 2009/2010 für die Demokratische Partei in das Regionalparlament von Belu gewählt. Der Sohn José da Silva Tavares ist Diplomat beim indonesischen Außenministerium und führte in Maliana den Ableger der Miliz Dadarus Merah Putih (DMP). Auch der Sohn Rui Basilio Tavares führte eine Miliz.
Ein weiterer Milizenführer aus der Familie war Joãos Bruder Jorge Tavares, Vorsitzende des Rates des Distrikts.